# Nehemiah Eastman
Nehemiah Eastman (* 16. Juni 1782 in Gilmanton, Belknap County, New Hampshire; † 11. Januar 1856 in Farmington, New Hampshire) war ein US-amerikanischer Politiker. Zwischen 1825 und 1827 vertrat er den Bundesstaat New Hampshire im US-Repräsentantenhaus.

## Werdegang
Nemiah Eastman besuchte die Grundschule in seinem Geburtsort Gilmanton. Nach einem Jurastudium und seiner im Jahr 1807 erfolgten Zulassung als Rechtsanwalt begann er in Farmington in seinem neuen Beruf zu arbeiten. Außerdem begann er eine politische Laufbahn. Im Jahr 1813 war er Abgeordneter im Repräsentantenhaus von New Hampshire; zwischen 1820 und 1825 gehörte er dem Staatssenat an. Nach der Auflösung der Demokratisch-Republikanischen Partei Mitte der 1820er Jahre schloss er sich der kurzlebigen National Republican Party an, die Präsident John Quincy Adams unterstützte und in Opposition zu Andrew Jackson und dessen Demokratischer Partei stand.
Bei den Kongresswahlen des Jahres 1824, die staatsweit abgehalten wurden, wurde Eastman für das  dritte Abgeordnetenmandat von New Hampshire in das US-Repräsentantenhaus in Washington, D.C. gewählt. Dort trat er am 4. März 1825 die Nachfolge von Matthew Harvey an. Bis zum 3. März 1827 konnte er aber nur eine Legislaturperiode im Kongress absolvieren. Diese Zeit war von den heftigen politischen Diskussionen zwischen den beiden zerstrittenen politischen Lagern überschattet. Nach dem Ende seiner Zeit im Repräsentantenhaus arbeitete Eastman wieder als Rechtsanwalt. Politisch ist er nicht mehr in Erscheinung getreten. Nehemiah Eastman starb am 11. Januar 1856 in Farmington, wo er auch beigesetzt wurde. Er war der Onkel von Ira Allen Eastman, der zwischen 1839 und 1843 ebenfalls für New Hampshire im Kongress saß.